# (31594) Drewprevost
1999 FH41 (asteroide 31594) é um asteroide da cintura principal. Possui uma excentricidade de 0.09166470 e uma inclinação de 4.97322º.
Este asteroide foi descoberto no dia 20 de março de 1999 por LINEAR em Socorro.